# 太阳河省级自然保护区
太阳河省级自然保护区位于中国云南省普洱市，主要保护对象为季风常绿阔叶林和季节雨林。气候属于南亚热带高原季风气候。